# 20559 Sheridanlamp
20559 Sheridanlamp (1999 RJ118) là một tiểu hành tinh vành đai chính được phát hiện ngày 9 tháng 9 năm 1999 bởi Nhóm nghiên cứu tiểu hành tinh gần Trái Đất phòng thí nghiệm Lincoln ở Socorro. Nó được đặt theo tên Sheridan Lamp, một giáo viên ở trường trung học Vernon ở Vernon, Texas và là cố vấn ở Cuộc thi nhà khoa học trẻ kênh Discovery Channel năm 2004.